# Achatinella lehuiensis
Achatinella lehuiensis是一种已绝灭的肺螺类陆地蜗牛，属于小玛瑙螺科，该物种是美国夏威夷瓦胡岛的特有种。

## 亚种
- Achatinella lehuiensis mienickei，发现者：亨利·奧古斯塔斯·皮爾斯布里（英语：Henry Augustus Pilsbry）&小查爾斯·蒙塔格·庫克（英语：Charles Montague Cooke Jr.），1921年。[2]